# Kathryn Janeway
„Kathryn Janeway” este un personaj fictiv din serialul TV Star Trek: Voyager din franciza Star Trek. 
Este interpretat de Kate Mulgrew.
Căpitanul Janeway preia comanda navei USS Voyager, aparținând clasei Intrepid, în anul 2371.
Prima ei misiune este aceea de a localiza și captura o navă Maquis ce fusese văzută pentru ultima dată în regiunea de spațiu numită Badlands. În timpul misiunii, atât nava Maquis, cât și Voyager sunt catapultate forțat în cvadrantul Delta, la 75 000 de ani lumină depărtare, de un val masiv de dizlocare. Nava Maquis este distrusă în timpul luptei cu facțiunea Kazon-Ogla, și, deși Voyager supraviețuiește, mai mulți membri ai echipajului cad victime atacului. Pentru a proteja o specie inteligentă (Ocampa), Janeway distruge Rețeaua Îngrijitorului, dispozitivul ce îi poate propulsa înapoi în spațiul Federației, blocându-și nava și echipajul la o distanță de câteva decenii de casă.